# Николай II Хрисоверг
Патриа́рх Никола́й II Хрисове́рг (греч. Πατριάρχης Νικόλαος ὁ Χρυσοβέργης; ум. 12 октября 991) — Патриарх Константинопольский с 979 г. по 991 г.

## Жизнеописание
Хрисоверг по-гречески — «золотой прут/(цепь)». Если разбить Χρυσοβέργης на составляющие Χρυσο — золото и βέργης — лоза/стержень, а ещё лучше слово βέργης прочитать в прямой русской транскрипции как вериги, но вериги были сделаны из чёрного металла, а здесь из золота, то прозвище Хрисоверг становится неотъемлемой фамилией Византийской аристократии.
В 976 году будучи митрополитом Адрианопольским, Николай принял исповедь перед смертью императора Иоанна I Цимисхия.
По свидетельству, приводимому Яхьёй Антиохийским, Николай Хрисоверг был назначен в четвёртом году царствования Василия II, то есть 12 февраля 979 года.
В 988 году Николай Хрисоверг вместе с собором епископов избрал и послал на Русь рукоположенного им митрополита Михаила.
В 991 году патриарх Николай II в присутствии императора Василия II и русских послов служит в храме Св. Софии в Константинополе.

В этом же году, узнав о том, что Владимир направил к папе римскому своего посла, Николай II писал письма к князю Владимиру и митрополиту Михаилу: 
«… вера римская не добра, понеже они зло исповедают о Духе Святом, якобы от Отца и Сына происходит, разделяя Святую Троицу; субботу постят, хлеб пресный, а не кислый освящают; папу без греха быть верят, что Христос, апостоли и святии отцы не учинили, и невозможно папу и никого безгрешных поставлять и имяновать, зане многие папы были ариане, несториане и другие еретики, за что соборами прокляты; жена же Анна была папою, идучи со кресты в крещение, родила на улице и умерла; для того они праздник богоявления и крестное хождение отставили, назвав день той трёх королей. Сего ради не приобсчайтеся зловерию и учению их, а, взирая на их весьма коварные льсчения и обманы, весьма и от переписки с ними уклониться должно». (История Российская (Татищев)).
Николай умер 12 октября 991 года. Он был патриархом двенадцать лет и восемь месяцев.